# دناقلة
الدناقلة 

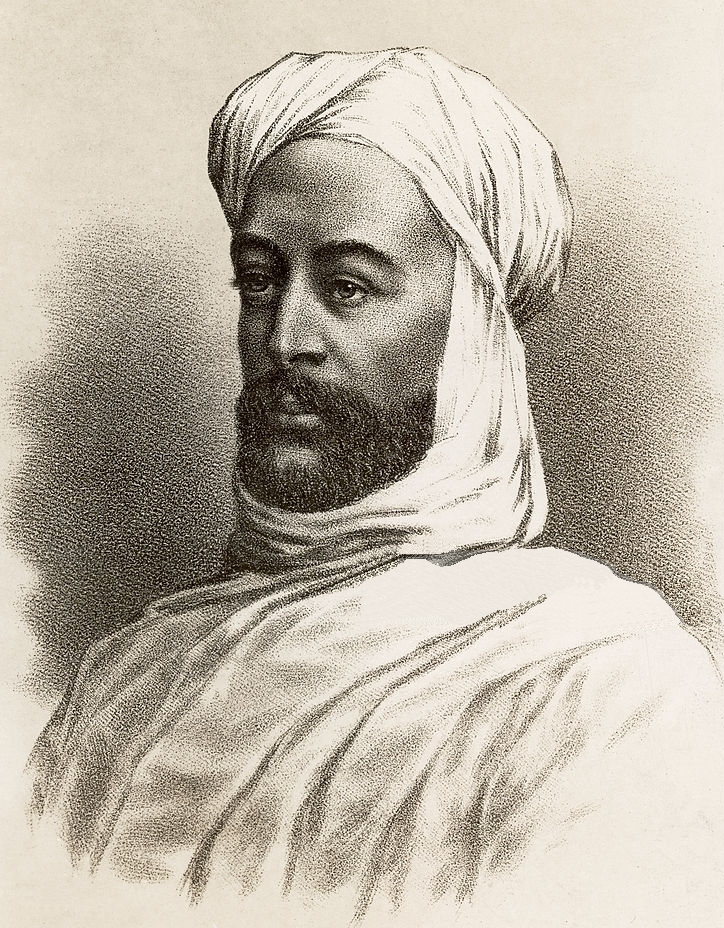

الدناقلة هم أكبر قبائل النوبيين المكونة للبلاد (الدناقلة، المحس، السكوت، الكنوز، الحلفاويين، الفاديجا) ويرجعون في نسبهم إلى كوش بن حام بن نوح (عليه السلام)، ويعد الدناقلة من نسل الملوك الكوشيين وأصحاب الحضارة الكوشية وأرض مملكة كوش التاريخية وسكانها الأصيلين. 
يتحدثون العربية و الدنقلاوية إحدى لهجات اللغة النوبية الأربع،  وامتزجوا بالعناصر العربية على مر الزمن فنشأ في وسطهم الجابرية والحاكماب والدواليب والركابية والكنوز والبديرية، كما اختلط بهم المحس إلى شمالهم بحيث يصعب في بعض المناطق التحديد القاطع للانتماء. وانتشروا في جميع أنحاء السودان.
"تُعد القبائل النوبية، بما فيها الدناقلة، من أعمدة التراث الحضاري السوداني القديم والحديث، حيث لعبت دورًا محوريًا في الحفاظ على هذا الإرث العظيم، الذي يمتد لآلاف السنين. إذ كانت الممالك النوبية القديمة، مثل نوباتيا ومملكة علوة، مراكز ثقافية وحضارية هامة في تاريخ السودان، حيث ساهمت في تقدم العلوم والفنون والتجارة. ورغم التداخل الثقافي مع القبائل العربية نتيجة للامتزاج الذي حدث على مر العصور، إلا أن القبائل النوبية، بما فيها الدناقلة، حافظت على هويتها الثقافية النوبية القوية. من خلال الحفاظ على لغتها، وتقاليدها، وعاداتها، كانت هذه القبائل دائمًا حلقة وصل بين حضارات الماضي والحاضر، مما جعلها جزءًا أساسيًا من الهوية الوطنية السودانية."
نوبيون بارزون:-
١. لقمان الحكيم كان رجلاً حكيما، ذُكر في القرآن الكريم وأطلق اسمه على سورة لقمان، وقد عاصر داود وعرف بالحكيم، ولد وعاش في بلاد النوبة.
٢. صفورة هي ابنة النبي شعيب حسبما يقول أنس بن مالك، تزوجت صفورة بالنبي موسى، وكانت نموذجاً للمؤمنة، ذات الفراسة والحياء، وكانت قدوة في الاهتمام باختيار الزوج الأمين العفيف
٣. نمرود هو ملك شنعار وكان وفقاً لسفر التكوين وسفر أخبار الأيام ابن كوش وهو ابن حفيد نوح (عليه السلام).
٤. الارا النوبي هو مؤسس نبتة (مدينة) والأسرة الخامسة والعشرين بمصر، وعرف أيضاً كموحد النوبة العليا من مروي إلى الشلال الثالث، ويعتقد انه مؤسس نبتة العاصمة الدينية مملكة كوش.
٥. طهارقة، فرعون الأسرة المصرية الخامسة والعشرون.
٦. أماني تيري كنداكة (ملكة) مملكة كوش النوبية المتمركزة في مروي.
٧. محمد أحمد المهدي زعيم سوداني، قاد الثورة المهدية ضد الحكم التركي المصري في السودان. (وهو من أشراف دنقلا يرجع نسبه لبني هاشم)
٨. جعفر النميري، الرئيس السوداني الأسبق.
٩. الزبير محمد صالح أحمد النائب الأول لرئيس الجمهورية الأسبق .
١٠. عبد الله خليل، رئيس الوزراء السوداني الأسبق، المؤسس المشارك لرابطة العلم الأبيض، المؤسس المشارك والأمين العام السابق حزب الأمة القومي (السودان).
١١. صبرى محمد عبدالله خيرالله (مهندس محامي دولي )
١٢. إدريس ود الأرباب عالم دين وفقيه سوداني.
١٣. محمد سيد حاج داعية إسلامي سلفي.
١٤. مزمل فقيري داعية إسلامي سلفي.
١٥. الصادق المهدي سياسي سوداني وزعيم حزب الأمة سابقا. (وهو من أشراف دنقلا يرجع نسبه لبني هاشم)
١٦. عبد الرحيم محمد حسين وزير الدفاع والداخلية السوداني الأسبق.
١٧. بكري حسن صالح (الحاكمابي الجعلي) رئيس الوزراء السوداني الأسبق.
١٨. محمد إبراهيم (مهندس) مهندس ورجل أعمال
```
سوداني.
[
11
]
```

١٩. أسامة داؤود رجل أعمال سوداني.
٢٠. محمد وردي، مغني نوبي سوداني.
٢١. محمد منير مغني نوبي مصري.
٢٢. هيثم مصطفى لاعب كرة قدم سوداني.